# 膜叶假钻毛蕨
膜叶假钻毛蕨（学名：Paradavallodes membranulosum）为骨碎补科假钻毛蕨属下的一个种。